# Kup Krešimira Ćosića 2002./03.
Kup Krešimira Ćosića 2002./03. bilo je dvanaesto po redu košarkaško kup natjecanje u Hrvatskoj. Na završni turnir, koji je odigran po drugi puta u Splitu u Športskom centru Gripe od 12. do 13. ožujka 2003. godine, plasirali su se KK Cibona VIP (Zagreb), KK Zadar (Zadar), KK Svjetlost Brod (Slavonski Brod) i KK Split Croatia osiguranje (Split).

## Rezultati
| četvrtzavršnica (18. i 19. veljače 2003.)                          | rezultat |
| ------------------------------------------------------------------ | -------- |
| KK Hiron Botinec (Zagreb) - KK Cibona VIP (Zagreb)                 | 72:101   |
| KK Split Croatia osiguranje (Split) - KK Hermes Analitica (Zagreb) | 105:76   |
| KK Istra (Pula) - KK Zadar (Zadar)                                 | 71:92    |
| KK Svjetlost Brod (Slavonski Brod) - KK Zagreb (Zagreb)            | 86:85    |

| poluzavršnica (Split, 12. ožujka 2003.)                     | rezultat |
| ----------------------------------------------------------- | -------- |
| KK Svjetlost Brod (Slavonski Brod) - KK Cibona VIP (Zagreb) | 80:94    |
| KK Zadar (Zadar) - KK Split Croatia osiguranje (Split)      | 86:84    |

| završnica (Split, 13. ožujka 2003.)       | rezultat |
| ----------------------------------------- | -------- |
| KK Cibona VIP (Zagreb) - KK Zadar (Zadar) | 59:72    |

## Osvajači Kupa
Košarkaški klub Zadar: Damir Tvrdić, Jakov Vladović, Marko Popović, Branimir Longin, Hrvoje Perinčić, Marko Šamanić, Šime Špralja, Mladen Erjavec, Toni Dijan, Ivo Pavić, Michael McDonald, Michael Meeks (trener: Danijel Jusup)

## Statistika
- Najbolji igrač završnog turnira: Marko Popović (Zadar)
- Najbolji strijelac završnog turnira: Marko Popović (Zadar), 35 koševa

## Poveznice
- A-1 liga 2002./03.
- A-2 Hrvatska košarkaška liga 2002./03.